# 朱海仑
朱海仑（1958年1月1日—），男，江苏涟水人，中华人民共和国政治人物。中共新疆维吾尔自治区委党校党政干部基础理论培训大专班毕业，中共中央党校函授学院经济管理专业毕业，中央党校大学学历。曾任中共烏魯木齊市委書記。曾任中共新疆維吾爾自治區黨委副書記、政法委書記，新疆维吾尔自治区人大常委会副主任。

## 生平
朱海仑年少时，他的父母在新疆喀什地区支援边疆建设。由于父母工作的地方没有中学，朱海仑留在涟水老家和祖父母生活。1975年，朱海仑高中毕业，到新疆喀什地区叶城县依提木孔乡23大队接受再教育，从此开始在新疆工作。叶城县当时有党政军青年点、文教卫生青年点、工交青年点三个青年点，他所在的大队是党政军青年点，来这里接受再教育的青年并不与当地百姓一起生活。当时，他主要的工作是种地、烧砖、建房。
1977年，叶城县通过考试招聘公社秘书，在三个青年点的几百人里选拔7人。朱海仑成功考中，由此进入干部队伍。1980年5月加入中国共产党。他历任中共喀什市委书记、地委委员，中共和田地委副书记、书记等职。2006年10月，任中共新疆维吾尔自治区党委常委，并兼任区委政法委书记，2009年9月改兼中共乌鲁木齐市委书记。2009年9月至11月，任中共新疆维吾尔自治区党委常委，中共乌昌党委书记，中共乌鲁木齐市委书记。2009年11月至2016年3月，任中共新疆维吾尔自治区党委常委，中共乌昌党委书记，中共乌鲁木齐市委书记，新疆生产建设兵团农十二师党委第一书记、第一政委。2016年3月，任中共新疆维吾尔自治区党委副书记。2016年5月，不再担任中共乌鲁木齐市市委书记、中共乌昌党委书记职务。2016年11月，再度兼任區委政法委書記。2018年2月24日，当选为第十三届全国人大代表。2019年1月，任新疆维吾尔自治区人大常委会副主任。2019年2月，不再擔任區委政法委書記。2021年2月，卸任区人大常委会副主任职务退休。
2020年7月9日，美国财政部依照总统特朗普于2017年12月依照《全球马格尼茨基人权问责法》签署的行政命令，对朱海仑等四名新疆政法机关领导人及新疆维吾尔自治区公安厅进行制裁，四人在美资产将被冻结，与亲属无法进入美国。
2021年3月22日，欧盟宣布制裁朱海仑，并冻结其资产、对其实施旅游禁令。